# Sean Parnell

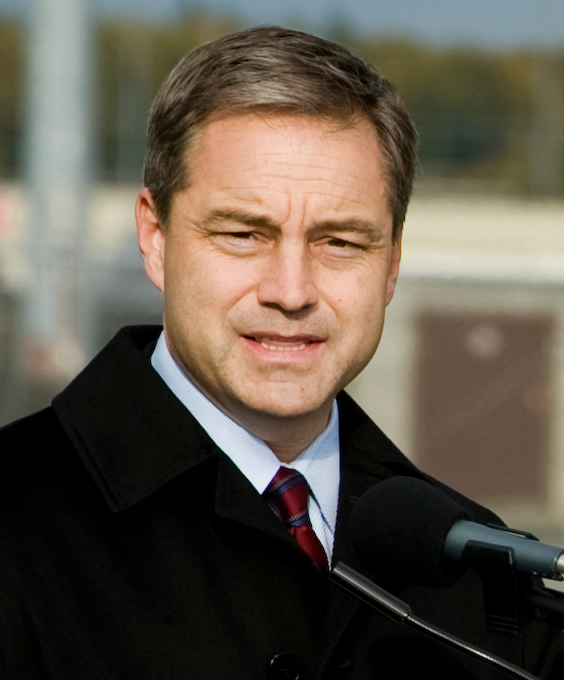
Sean Parnell (2008)

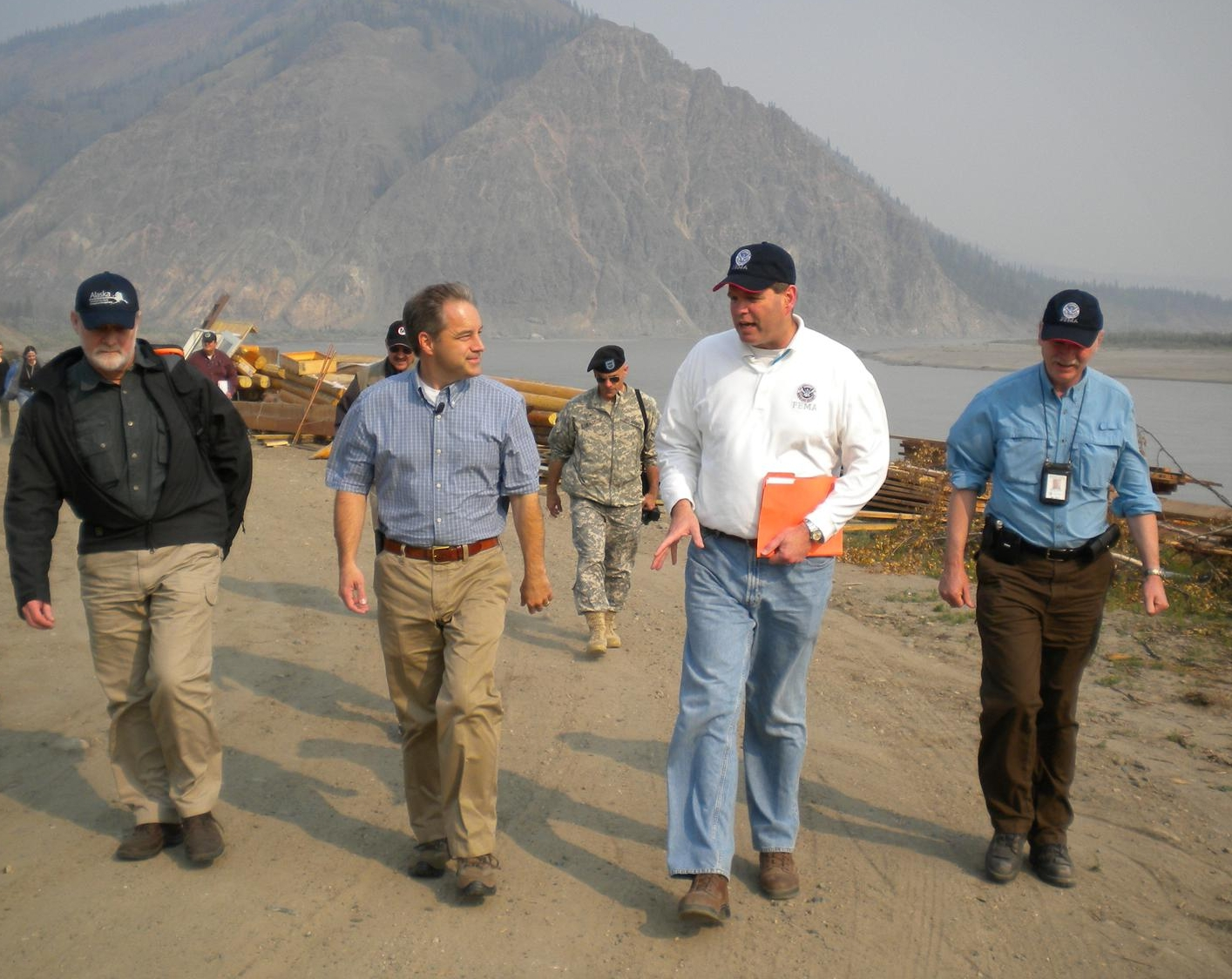
Gouverneur Parnell (zweiter von links) beim Besuch auf einem Stützpunkt der Nationalgarde im August 2009

Sean R. Parnell (* 19. November 1962 in Hanford, Kalifornien) ist ein US-amerikanischer Politiker der Republikanischen Partei. Von Juli 2009 bis Dezember 2014 war er Gouverneur des Bundesstaates Alaska.

## Leben

### Frühere Jahre und politischer Aufstieg
Parnell zog 1973 im Alter von 10 Jahren mit seiner Familie nach Alaska. Nachdem er die East Anchorage High School 1980 abgeschlossen hatte, studierte er 1980 bis 1984 an der Pacific Lutheran University. Dort erhielt er seinen Bachelor. An der University of Puget Sound School of Law (heute als Seattle University School of Law bekannt), die er von 1984 bis 1987 besuchte, erhielt er den Doktorgrad J. D. Im Anschluss begann Parnell noch im selben Jahr als Anwalt in Alaska und Washington zu praktizieren. Er besaß eine kleine Anwaltskanzlei in Anchorage.
1992 wurde Parnell in das Repräsentantenhaus von Alaska gewählt. Sein Vater Pat hatte diesem früher auch angehört. Nach zwei Amtsperioden bewarb sich Parnell 1996 erfolgreich für einen Sitz im Senat von Alaska. 2006 wurde er als republikanischer Kandidat zum Vizegouverneur von Alaska und damit Stellvertreter von Gouverneurin Sarah Palin gewählt. Sein Amtsvorgänger und Parteikollege Loren Leman hatte nicht mehr kandidiert.

### Gouverneur von Alaska
Nach dem am 3. Juli 2009 bekanntgegebenen Rücktritt von Palin vom Gouverneursamt übernahm Parnell am 26. Juli 2009 die Amtsgeschäfte als Gouverneur von Alaska. Im November 2010 wurde er mit einem Stimmenanteil von 59 Prozent für eine reguläre Amtsperiode wiedergewählt, die er im Dezember des Jahres antrat. Parnell war der erste zum Gouverneur aufgerückte Vizegouverneur, der nach dem Ende der Amtszeit auf seinem Posten bestätigt wurde.
Im Sommer 2014 nominierten ihn die Republikaner erneut zur Wiederwahl. Bei der Gouverneurswahl am 4. November 2014 unterlag er jedoch seinem parteilosen Herausforderer Bill Walker mit 45,9 Prozent der Stimmen. Für Walker stimmten 48,1 Prozent der Wähler; was eine Differenz von rund 6000 Stimmen ausmachte. Der Wahlausgang war zunächst für mehrere Tage unklar, da sich ein knappes Ergebnis abzeichnete und noch nicht alle Stimmen ausgezählt waren. Nachdem sich im Laufe der Auszählung Walkers Vorsprung permanent vergrößerte, erklärte sich der Herausforderer am 11. November zum Sieger. Drei Tage später stand das Wahlergebnis dann offiziell fest und Parnell räumte seine Niederlage ein. Zwei Monate vor dem Wahltermin hatte der demokratische Kandidat Byron Mallott seine eigene Kandidatur zurückgezogen. Stattdessen bewarb er sich an Walkers Seite um den Posten des Vizegouverneurs. Durch den Zusammenschluss des Ex-Republikaners Walker und dem Demokraten Mallott zu einem sogenannten Unity Ticket sollten die Stimmen von Parnells Gegnern gebündelt zu werden, um die Chancen auf dessen Ablösung zu maximieren. Gouverneur Parnells Umfragewerte waren zuvor erheblich gesunken, da die von ihm initiierten Steuersenkungen für Ölkonzerne äußerst unpopulär waren. Auch seine Handhabung von diversen Diskriminierungsvorfällen bei den Nationalgarde hatten seinem Ansehen zuletzt stark geschadet. Wenige Tage zuvor hatte sich sogar Sarah Palin völlig überraschend gegen ihren früheren Stellvertreter Parnell ausgesprochen. Am 1. Dezember 2014 endete seine Amtszeit mit Walkers Vereidigung. Zu seinen weiteren Lebensplänen äußerte sich Parnell nicht.
Während 2014 in 36 Staaten Gouverneurswahlen stattfanden, war Parnell einer von nur drei abgewählten Amtsinhabern. Die anderen beiden waren der Demokrat Pat Quinn aus Illinois und der Republikaner Tom Corbett aus Pennsylvania.

### Spätere politische Karriere
Bei der Präsidentschaftswahl 2016 war Parnell einer der drei Wahlmänner Alaskas im Electoral College. Eine erneute Kandidatur für das Gouverneursamt lehnte er 2018 ab.

## Privates
Parnell ist seit 1987 mit seiner Frau Sandra verheiratet und hat zwei Töchter. Er lebt mit seiner Familie in Anchorage.